# レトロスタジオ
レトロスタジオ（英: Retro Studios, Inc.）は、アメリカ合衆国テキサス州オースティンにあるゲームソフトウェア開発会社。任天堂の完全子会社。

## 概要
1998年、アクレイム・エンタテインメント傘下のIguanaEnntertainmentのジェフ・スパンゲンバーグ（Jeff Spangenberg）らが設立。また、設立当初から任天堂の出資を受けていた。出だしは順風満帆と程遠い状態で多くのスタッフの離脱や、それに伴う開発プロジェクトの中止などで苦悩の状態にあった。そこで任天堂は長期間ストップしていた『メトロイドシリーズ』の開発を提供する。
2002年、任天堂がレトロスタジオの株式を全て取得して子会社とした。11月15日、アメリカで発売した『メトロイドプライム』は高評価を受けてビッグタイトルの1つになった。この大ヒットの背景には元から日本以上に『メトロイド』の人気が高かったことや、アメリカでは人気の高いジャンルであるFPSを採用して非常に高いレベルで完成させながらも従来の『メトロイドシリーズ』の空気や、「お約束」を引きついでいったことによると思われる。
近年は任天堂の系列会社としては珍しく他社からの引き抜きを積極的に行っており、SIEサンタモニカスタジオから「ゴッド・オブ・ウォー」のアートディレクター、アクティビジョン、DICEなどから人材を集めている。
2003年3月、「ゲーム・デベロッパーズ・チョイス・アワード」において、レトロスタジオは「Rookie Studio of the Year」、『メトロイドプライム』は「Game of the Year」と「Excellence in Level Design」を受賞。同年、Nintendo of America Inc.のMichael Kelbaughが代表取締役社長に就任。
2008年4月、『メトロイドプライム』、『メトロイドプライム2 ダークエコーズ』、『メトロイドプライム3 コラプション』の3部作の開発が終了したことで主要メンバーが退社。これはレトロスタジオの屋台骨を揺らがしかねないもので任天堂は後に「事件」だったとまで称しており、レトロスタジオも先行き不安であったことを後に明かしている。同年、田邊賢輔が宮本茂から「『ドンキーコング』を作りたいのだが、どこかいいところはないか」という相談を受けたのをきっかけに開発を開始。
2010年11月21日、アメリカで発売した『ドンキーコング リターンズ』は世界中で大ヒット。
2011年3月、「Game Developers Conference」にて、任天堂のスタッフから「『ドンキーコング リターンズ』で（レトロスタジオのスタッフが）一皮剥けた」と完成度を賞賛された。
2013年、Wii Uの開発キットを受けており、Wii U向けのプロジェクトに取り組んでいるとNintendo of America Inc.代表取締役社長（当時）のレジナルド・フィサメィが伝えた。
2019年1月25日、任天堂が『メトロイドプライム4 ビヨンド』の開発会社をレトロスタジオに変更することを発表。
2020年11月、開発規模を強化するため53万ドルの投資を行い会社規模を拡大する。新しいオフィスは2021年5月に完成予定。

## 開発作品
| タイトル                           | 発売日（日本）                                  | プラットフォーム            | 備考                           |
| ---------------------------------- | ----------------------------------------------- | --------------------------- | ------------------------------ |
| メトロイドプライム                 | 2003年2月28日                                   | ニンテンドー ゲームキューブ |                                |
| メトロイドプライム2 ダークエコーズ | 2005年5月26日                                   | ニンテンドー ゲームキューブ |                                |
| メトロイドプライム3 コラプション   | 2008年3月6日                                    | Wii                         |                                |
| メトロイドプライム トリロジー      | 日本未発売                                      | Wii                         |                                |
| ドンキーコング リターンズ          | 2010年12月9日                                   | Wii                         |                                |
| マリオカート7                      | 2011年12月1日                                   | ニンテンドー3DS             | 任天堂との共同開発             |
| ドンキーコング トロピカルフリーズ  | 2014年2月13日 2018年5月3日（Nintendo Switch版） | Wii U Nintendo Switch       | モンスターゲームズとの共同開発 |
| メトロイドプライム リマスタード    | 2023年2月9日                                    | Nintendo Switch             |                                |
| メトロイドプライム4 ビヨンド       | 2025年予定                                      | Nintendo Switch             |                                |